# هلوهوفيتس
مدينة هلوهوفيتس (بالسلوفاكية: Hlohovec)‏ هي مدينة في غرب سلوفاكيا وتتبع إقليم ترنافا.

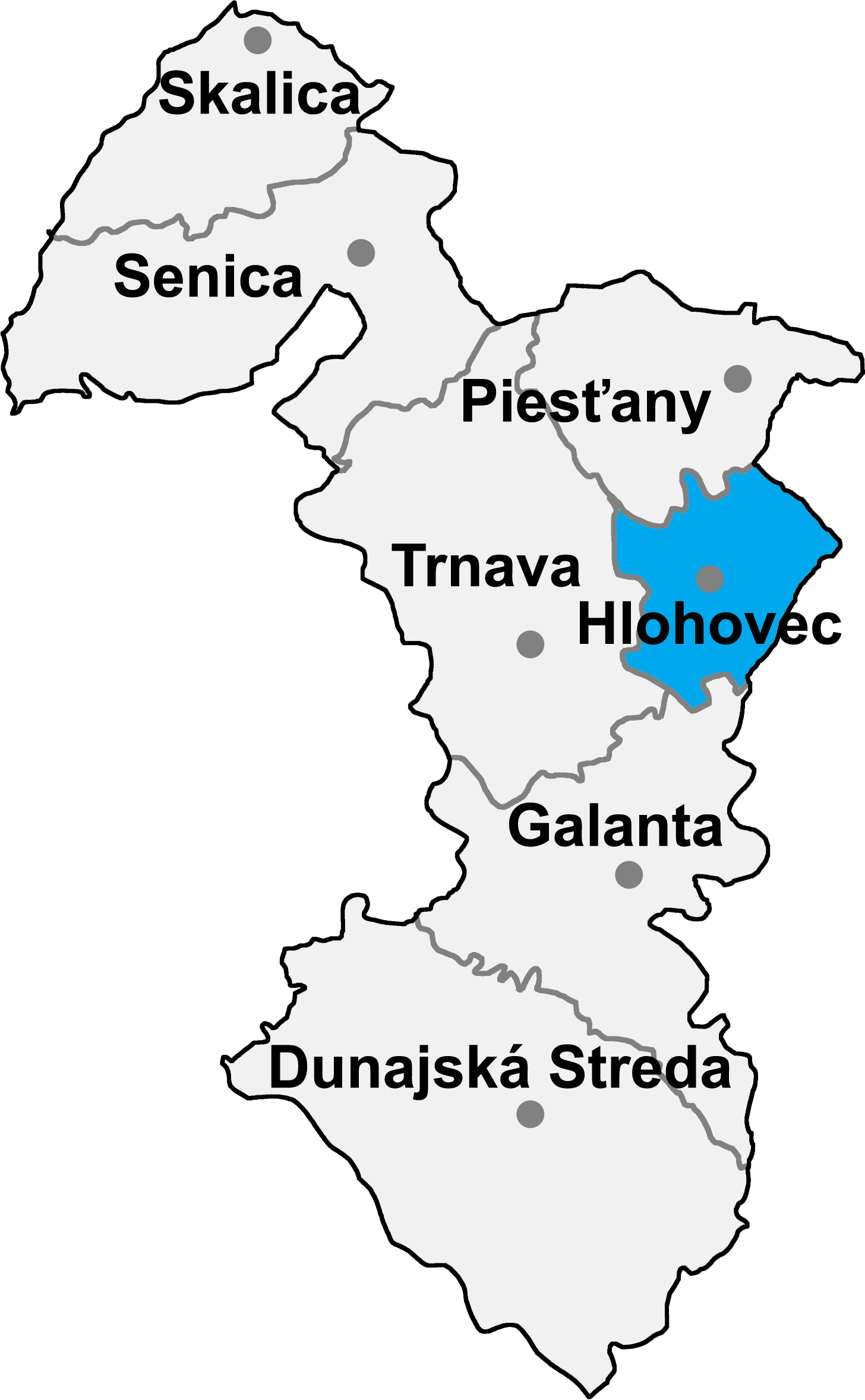
موقع هلوهوفيتس في إقليم ترنافا

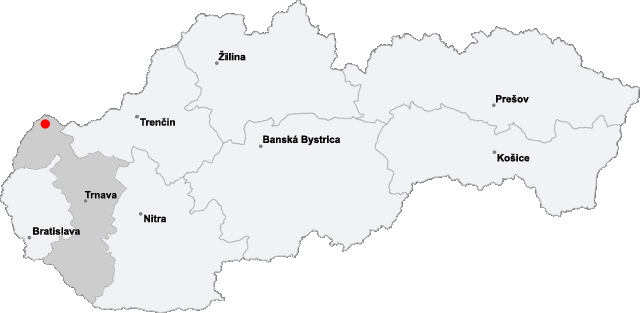
موقع هلوهوفيتس في سلوفاكيا

## توأمة
لهلوهوفيتس اتفاقيات توأمة مع كل من:
- De Panne  [لغات أخرى]‏
- Hranice (Přerov District) [الإنجليزية]‏
- سلوفنيسكه كونجيتسه

## أعلام
- ريتشارد مولر
- ميشال فيكن
- لاديسلاف كونا